# Zolang de honden blaffen
Zolang de honden blaffen is een hoorspel van Bert Schierbeek. De NCRV zond het uit op maandag 17 april 1978, van 22:19 uur tot 23:00 uur. De regisseur was Ab van Eyk.

## Rolbezetting
- Jack Dixon (Geweer)
- Petra Dumas (Selma, zijn vrouw)
- Wiesje Bouwmeester (moeder van Selma)
- Jan Borkus (buurman A, Antonio)
- Jan Wegter (buurman B, Bartolo)
- Erik Plooyer (buurman C, Ralf)

## Inhoud
Meneer Geweer is bepaald geen alledaagse figuur. Sinds jaar en dag leeft deze aan lager wal geraakte fotograaf teruggetrokken op een eiland in de Middellandse Zee in gezelschap van zijn vrouw en haar halfgekke moeder. Wanneer hij dronken is, en dat gebeurt nogal eens, maakt hij hen met schelden en slaan het leven zuur. Desondanks kijken ze met vreemde gevoelens van bewondering en genegenheid naar hem op. De dreiging waaronder dit drietal samenwoont, is de dreiging van een gewelddadig einde. De auteur laat ook de grote kettinghonden van meneer Geweer een rol spelen. Zolang ze vastzitten en alleen maar grommen en blaffen, is er geen onmiddellijk gevaar. Maar als ze ooit loskomen en hun eeuwige geblaf ophoudt, kan er van alles gebeuren…